# Vibratex
Vibratex é uma fabricante de brinquedos sexuais sediada em Napa, Califórnia.

## História
Ela foi criada em 1983 por Suzi Spielberg, uma imigrante japonesa, e seu marido, um soldado americano, para vender vibradores importados do Japão. Até os anos 80, os vibradores vendidos nos Estados Unidos eram importados da China, e tinham a forma de um pênis humano. Já os japoneses tinha formato de animais e pareciam um brinquedo para burlar as leis de obscenidade do país, e a empresa entendeu que eles apelariam mais para o público feminino. Seu marido exportava os produtos para o mercado americano devido a maior qualidade dos produtos japoneses. No começo, o casal ajudava no design dos vibradores.
O engenheiro Dan Martin, marido de Shay Martin, filha do casal, tornou-se CEO da empresa em 1999, quando o pai de Shay foi diagnosticado com câncer. Shay abandonou sua carreira como bióloga na área de câncer para virar a CMO.  Em 2021, Ken Herskovitz tornou-se CEO da empresa.

## Produtos

### Vibrador Rabbit
Em 1984, a Vibratex criou o Rabbit Pearl, um vibrador com o estimulador clitoriano em formato de coelho que se tornaria um gênero de brinquedos sexuais e um sucesso de vendas a partir de 1993, após a criação da rede de sex toys Babeland e a popularização do e-commerce. O Rabbit foi muito retratado na mídia, mais notoriamente sendo tema do episódio The Turtle and the Hare, da série da HBO Sex and the City.

### Varinha Mágica
Desde 2000, a Vibratex tornou-se a única empresa a poder importar legalmente a varinha mágica Hitachi aos Estados Unidos. A Vibratex tentou persuadir a Hitachi a vender apenas o massageador para a empresa, mas a Hitachi já estava no meio das negociações com outra empresa. Porém, a Vibratex conseguiu um acordo para comprar um contêiner de varinhas mágicas com o pagamento adiantado. A Hitachi descobriu que a outra empresa estava interessada em vender apenas a varinha mágica, e decidiu manter o contrato com a Vibratex. Em 2013, a Hitachi decidiu acabar com a produção da varinha mágica pelo desconforto do seu nome estar ligado a um brinquedo sexual, e não a um massageador. e o produto passou a ser vendido sob a marca Magic Wand Original.
A empresa trabalha com três principais marcas de varinhas mágicas, a Magic Wand Original, Magic Wand Rechargable, que funciona através de baterias, e a Magic Wand Plus, onde há grande controle na intensidade da vibração. Em 2023, a Vibratex lançou a varinha mágica micro.

### Estimulador de próstata
De acordo com Martin, o estimulador de próstata mais vendido da empresa é o Black Pearl.

## Aparições na mídia
A primeira aparição dos produtos da empresa na mídia foi no nono episódio da primeira temporada de Sex and the City, The Turtle and the Hare, que fez com que as vendas do vibrador rabbit disparassem. Seus produtos também apareceram nos filmes Burn After Reading e Hysteria. A varinha mágica apareceu em diversos filmes e séries de televisão, como Peacemaker e Principles of Pleasure.